# برافزایش (مدیریت ساحلی)
برافزایش (به انگلیسی: Accretion)، فرایند بازگشت رسوب ساحلی به بخش قابل دیدن ساحل یا پس از یک رویداد غوطه‌وری است. یک ساحل یا کرانه پایدار، در طول وضعیت هوای ناخوشایند اغلب چرخه‌ای از غوطه‌ور شدن را سپری می‌کند و سپس در دوره‌های آرام‌تر افزایش می‌یابد.
اگر خط ساحلی در وضعیت پایدار سالم نباشد، فرسایش می‌تواند جدی‌تر باشد و برافزایش نمی‌تواند حجم اصلی ساحل یا کرانه قابل دیدن را به‌طور کامل بازیابی کند که سبب از دست رفتن دائمی آن ساحل می‌شود.